# Canthidium opacum
Canthidium opacum är en skalbaggsart som beskrevs av Vladimir Balthasar 1939. Canthidium opacum ingår i släktet Canthidium och familjen bladhorningar. Inga underarter finns listade.